# 霍赫奈希
霍赫奈希是奥地利下奥地利州格明德县的一个市镇。总面积15.59平方公里，总人口1548人，人口密度99.3人/平方公里（2005年）。